# Viella

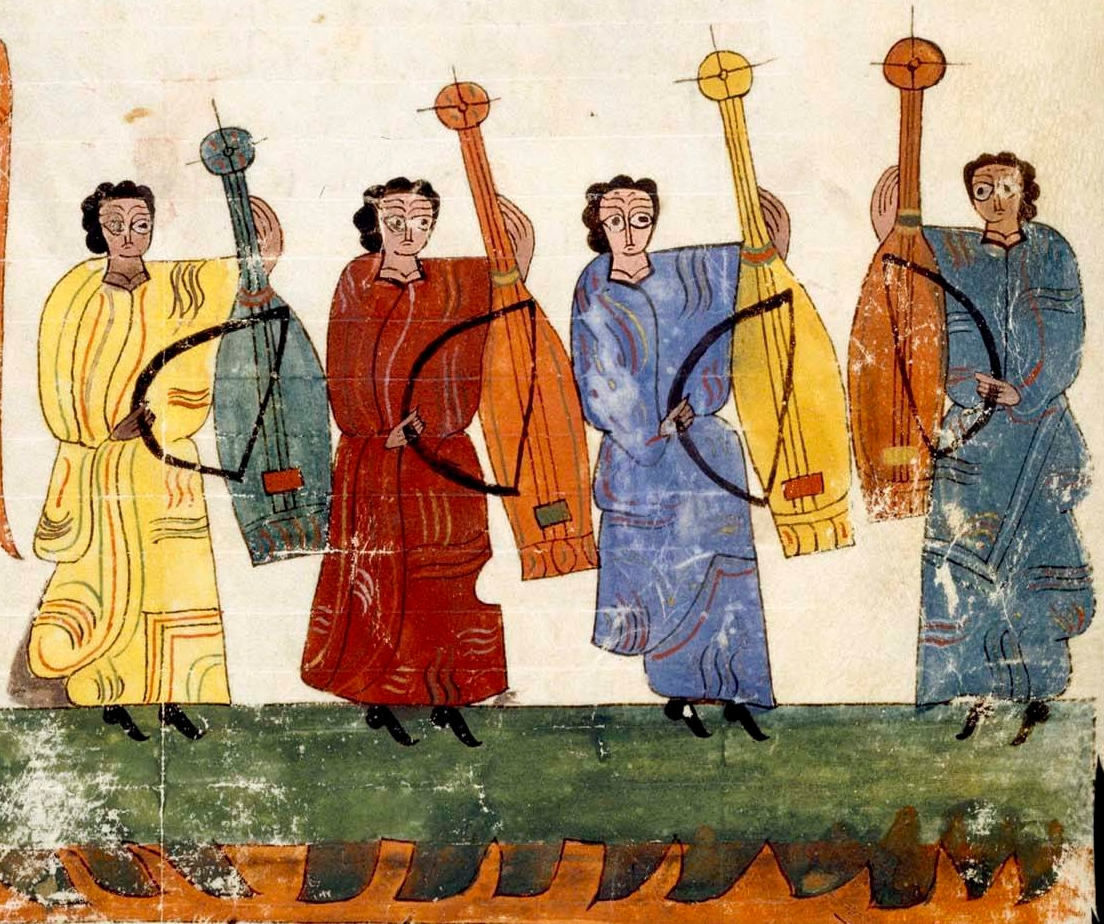
Miniatura di un beatus dal 900-950. BNE Vitr. 14/1. Folio 130r.

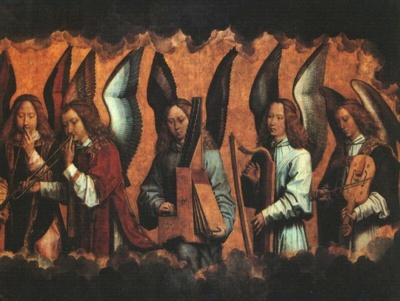
Alcuni strumenti musicali di uso corrente nel XV secolo: da sinistra, tromba da tirarsi, organo portativo, arpa, viella. Hans Memling, angeli musicanti (1485)

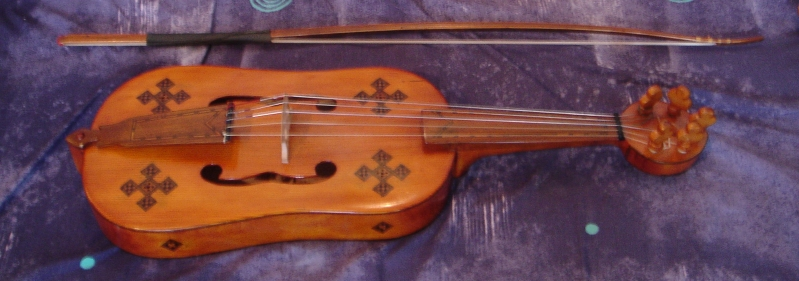
Ricostruzione moderna della viella rappresentata in diversi dipinti di Hans Memling.

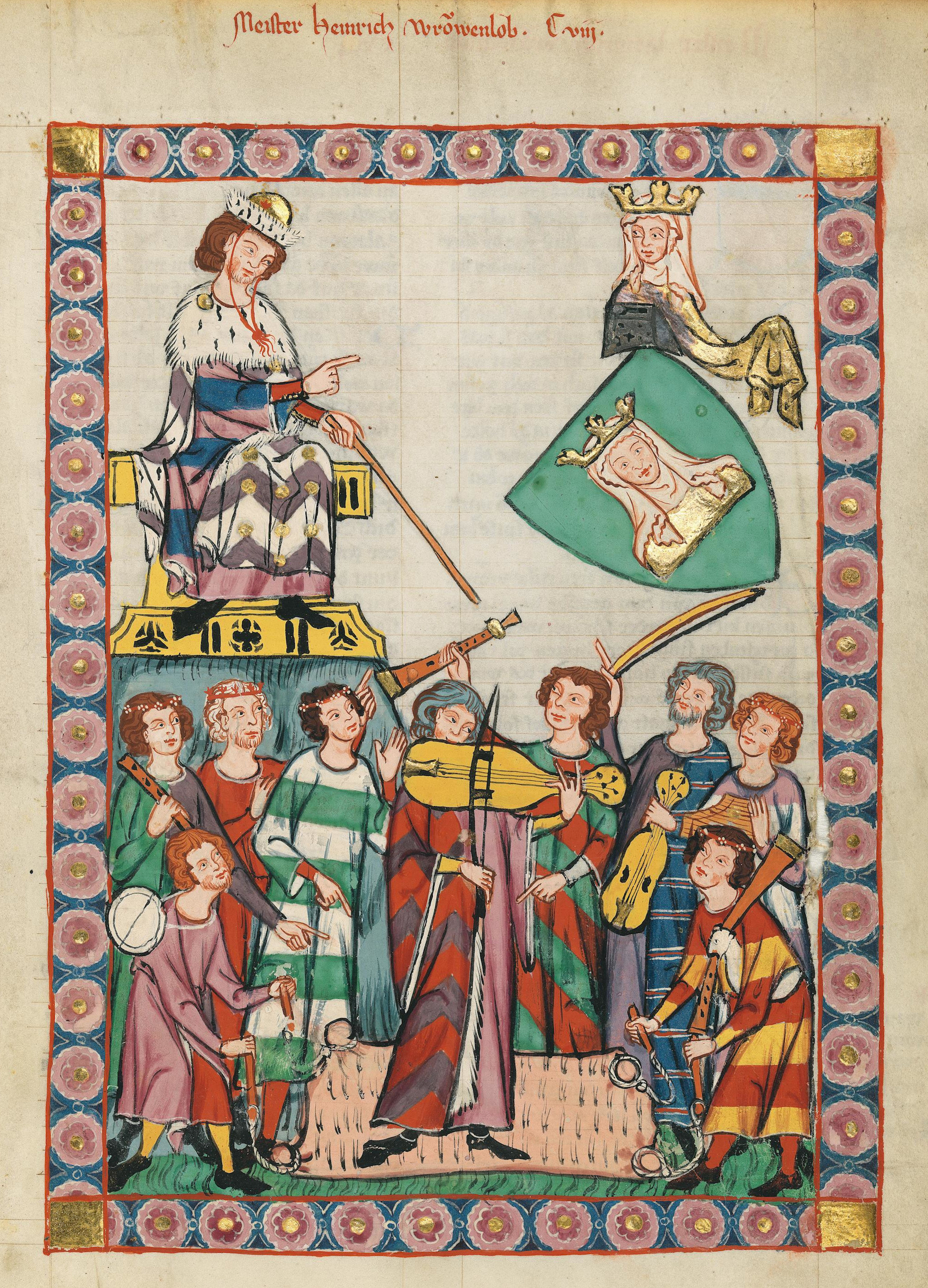
Alcuni menestrelli, due dei quali hanno vielle di diverse taglie, suonano sotto la direzione del poeta Heinrich von Meißen. Miniatura del Codex Manesse (XIV secolo)

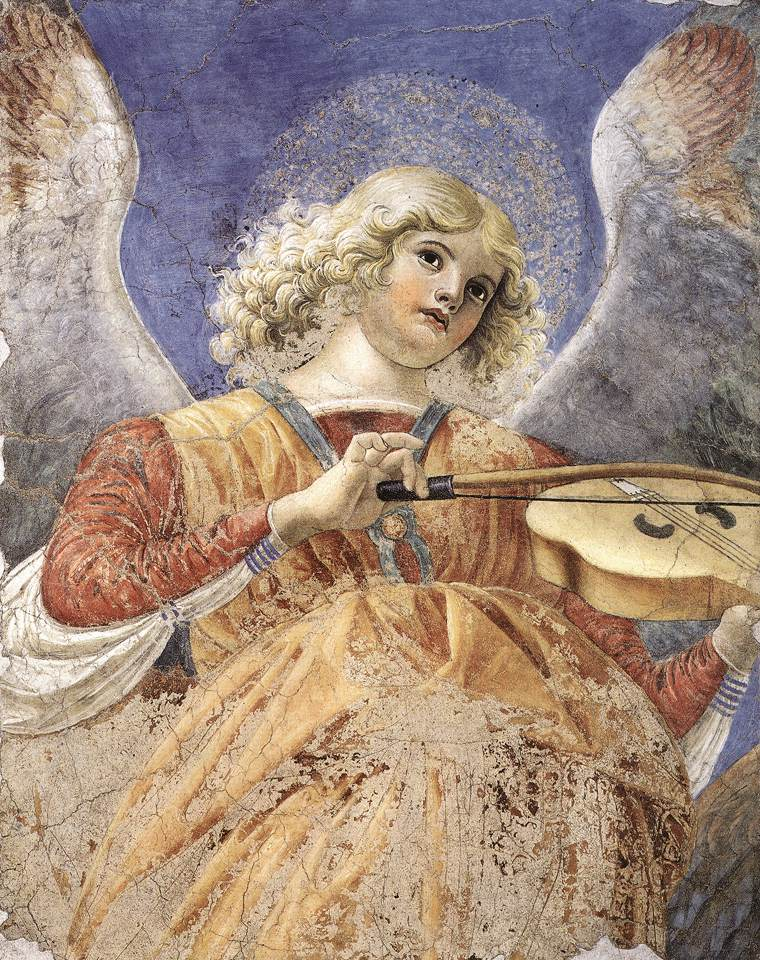
Angelo che suona la viella in un celebre affresco di Melozzo da Forlì

La viella è uno strumento musicale a corde strofinate del Medioevo. 
In un'accezione più ampia , il termine "viella" può indicare una famiglia di cordofoni a corde sfregate, simili a quello europeo e diffusi in varie parti del mondo, quali l'Asia orientale

## Storia
Geronimo di Moravia, domenicano vissuto nel XIII secolo, diede una descrizione dettagliata della viella dei suoi tempi, che era a cinque corde. Ma prima di quell'epoca, da alcune rappresentazioni pittoriche pervenuteci, la viella aveva quattro corde; così afferma François-Joseph Fétis che nelle Recherches historiques et critiques sur l'origine et les transformations des instruments à archet (1856). Martin Gerbert (1774) afferma che il numero delle corde era facoltativo e andava da tre a cinque nel periodo fra l'XI e il XIII secolo.
C'è un capitello nella cattedrale di Jaca (1080 ca.), che raffigura il re Davide che suona una viella sul suo trono insieme ad altri musicisti.
Su un capitello del portico della chiesa abbaziale di Vézelay, si vede un menestrello che porta al fianco una viella con quattro corde unite a due a due. 
Sul portale occidentale della Cattedrale di Chartres (circa 1140) è scolpito un personaggio che suona la viella a cinque corde. 
Un'altra viella si trova raffigurata sulla facciata della casa dei musicisti di Reims ed è a tre corde.
La viella fu usata fino al XV secolo (epoca in cui è raffigurata in grande dettaglio, fra l'altro, in numerose tavole di Hans Memling e in un celebre polittico di Jan van Eyck). Nel XVI secolo fu soppiantata da altri strumenti ad arco, particolarmente dalla famiglia delle viole da gamba, ma lo schema di uno strumento accordato per quinte e senza tasti fu ripreso nelle viole da braccio (violino, viola e violoncello).
La voce latina fidula ha dato origine al termine inglese fiddle, tuttora sinonimo di violino o cordofono da braccio in genere.
Nell'iconografia la viella appare impiegata sia da strumentisti di corte (menestrelli) sia da gruppi di angeli che suonano e cantano nei dipinti e da chierici: è quindi verosimile che fosse impiegata sia nella musica profana che in quella sacra. Nei manoscritti medievali non è mai specificato se una parte debba essere eseguita vocalmente o con uno strumento, ma le testimonianze di Hieronymus de Moravia e di Johannes de Grocheio suggeriscono che i chierici che sapevano suonare la viella fossero tutt'altro che rari. La sua estensione la rende particolarmente adatta ad eseguire le voci gravi (tenor e contratenor) delle composizioni polifoniche. Numerose immagini pittoriche e scultoree mostrano vielle di grandi dimensioni che dovevano essere appoggiate sulla spalla destra, anziché sulla sinistra, per permettere alla mano sinistra di raggiungere l'estremità della tastiera.
Secondo lo studio compiuto da Lionel Dieu sulle sculture romaniche in area francese, le diverse forme di viella si possono classificare come segue: 
- viella piriforme, senza manico e senza tastiera, in cui la cassa è connessa direttamente alla cavigliera all'altezza del capotasto;
- viella con manico ma senza tastiera (la cassa di questo tipo di viella può avere forme diverse: piriforme, ovale, ellittica);
- viella piriforme con tastiera ma senza manico (la tastiera compare all'inizio del XII secolo);
- viella ovale o semi-ovale, con manico separato dalla cassa e dotato di tastiera.

Queste quattro tipologie, nell'ordine, corrispondono all'evoluzione dello strumento nel tempo, ma le forme più arcaiche coesistono con le forme più sviluppate, ancora alla fine del XII secolo.